# Brattmon, Sysslebäck
För andra betydelser, se Brattmon (olika betydelser).
Brattmon är en bebyggelse i Dalby socken, Torsby kommun. SCB avgränsade här en småort mellan 1990 och 2020.
Orten ligger vid riksväg 62 omkring fem kilometer norr om Sysslebäck.
I orten finns en av SMHI:s mätstationer.

## Befolkningsutveckling
| Befolkningsutveckling | Befolkningsutveckling | Befolkningsutveckling | Befolkningsutveckling | Befolkningsutveckling |
| --------------------- | --------------------- | --------------------- | --------------------- | --------------------- |
|                       |                       |                       |                       |                       |
| År                    |                       |                       | Invånare              |                       |
| 1995                  | 1995                  |                       | 65                    | 65                    |
| 2000                  | 2000                  |                       | 56                    | 56                    |
| 2005                  | 2005                  |                       | 54                    | 54                    |
| 2010                  | 2010                  |                       | 59                    | 59                    |
| 2015                  | 2015                  |                       | 57                    | 57                    |
| Källa: SCB            |                       |                       |                       |                       |